# Mount Chetwynd
Mount Chetwynd är ett berg i Antarktis. Det ligger i Östantarktis. Nya Zeeland gör anspråk på området. Toppen på Mount Chetwynd är 1 944 meter över havet.
Terrängen runt Mount Chetwynd är huvudsakligen kuperad, men den allra närmaste omgivningen är bergig. Mount Chetwynd är den högsta punkten i trakten. Trakten är obefolkad. Det finns inga samhällen i närheten.